# Frank Dudley
Pour les articles homonymes, voir Dudley.
Frank Dudley, né le 9 mai 1925 à Southend-on-Sea et mort le 14 septembre 2012 dans la même ville, est un footballeur anglais.